# Csillagtök

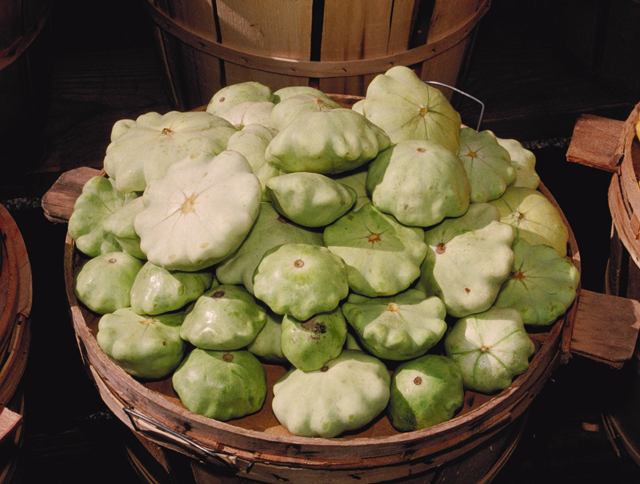
Egy kosárnyi csillagtök

A csillagtök vagy patisszon a Cucurbita pepo tökfaj egyik változata (Cucurbita pepo convar. patissoniana). Jól fűszerezhető, kalóriaszegény zöldségnövény, felhasználható savanyúságok és önálló ételek alapanyagaként. Ha kinövései hosszabbak, ujjastöknek is nevezik.

## Leírása
A csillagtök Amerikából származik. Főként Kalifornia vidékén már régóta ismert az ottani indiánok köreiben, onnan terjedt el Európán és Ázsián át az egész Földön. Magyarországon csak az 1960-as évek végétől ismert szélesebb körben.
Egyéves növény, többnyire indás, ekkor hosszú szártagokból álló indái akár 5–6 méter hosszúságúra is megnőhetnek, de az indátlan változat sokkal kisebb. Gyorsan növő, mélyre hatoló karógyökere van, de oldalgyökerei is sűrűn nőnek. Levélfonákja puha, tüskés szőrökkel sűrűn borított. Virágai a levélhónaljakban nőnek, a termős virágokban viszonylag nagy terméskezdemény található. Termése változatos alakú lehet: egyes fajtáké csaknem gömbölyű, míg másoké akár egészen lapos is lehet, legjellegzetesebb a csillagszerű termés, innen származik neve is.

## Termesztése
A napfényes, meleg helyeket kedveli, ellenben a savas, levegőtlen, vizenyős talajt nem. A szárazságot mélyre hatoló gyökérzete miatt viszonylag jól tűri, ezért a kifejlett növényt legtöbbször öntözni sem szükséges, csak nagyobb szárazságok idején (akkor is inkább ritkábban, egyszerre nagyobb mennyiségű vízzel), illetve palántázáskor és a magról való ültetés utáni időszakban. Ez utóbbit április végétől június végéig, akkor érdemes végezni, amikor a talaj már tartósan legalább 13–14 °C hőmérsékletű, a magokat 3–4 cm mélyre kell a talajban elhelyezni. A növény tápanyagigénye kissé magasabb a többi tökfélénél, célszerű előző ősszel négyzetméterenként 3–4 kg szerves trágyát vagy 1/20 kg vegyes műtrágyát (kálisó, pétisó és szuperfoszfát azonos arányú keverékét) a talajba juttatni. Kevés kártevője van, de a lisztharmat és a levéltetű megtámadhatja.

## Felhasználása
Termését attól függően kell szüretelni, hogy milyen célra lesz felhasználva. Savanyításhoz már a 3–5 centis termések is megfelelőek, de kirántáshoz a kétszer ekkora átmérőjűek a legalkalmasabbak. Az ilyen kis terméseket még meghámozni és kimagozni sem kell, csak a kocsányt és a száraz virágszirmokat kell róla eltávolítani, majd alaposan megmosni.
Savanyításkor kissé édeskés íze miatt érdemes kicsit több ecetet használni. A nagyobb terméseket ki lehet rántani, megtölteni, párolni vagy akár pörköltöt is lehet belőlük készíteni.